# جون نيس بيك
جون نيس بيك (بالإنجليزية: John Ness Beck)‏ هو ملحن أمريكي، ولد في 11 نوفمبر 1930، وتوفي في 25 يونيو 1987.

## وصلات خارجية
- جون نيس بيك على موقع ميوزك برينز (الإنجليزية)
- جون نيس بيك على موقع ديسكوغز (الإنجليزية)